# Uwe Gatermann
Uwe Gatermann (* 29. Oktober 1938 in Stralsund; † 7. April 2013 in Lübeck) war ein deutscher Geher und Langstreckenläufer.
Er war der Sohn von Bruno Gatermann, Großneffe von Karl Gatermann d. Ä. und Neffe von Karl Gatermann d. J.

## Vereine
Als Leichtathlet startete Uwe Gatermann in seiner Jugend für den ATSV Lübeck von 1893, der 1958 in TuS Lübeck von 1893 umbenannt wurde, in den 60er Jahren für den Lübecker SV Gut Heil von 1876, von 1969 bis 1972 und 1985 bis 1992 für den Hamburger SV, von 1973 bis 1984 für den SV Friedrichsgabe und ab 1993 für den LBV Phönix Lübeck.
Im Radsport fuhr er seit den 60er Jahren zunächst für den RV Lubeca, später für das Radsport Team Lübeck von 1990.
Bis zu seinem Tod trainierte Gatermann monatlich bis zu 300 km, wobei er abwechselnd lief oder ging. Er nahm an zahlreichen Wettkämpfen teil und belegte in seinen Altersklassen zumeist vordere Plätze; im Laufe der letzten Jahrzehnte gewann er so manche Norddeutsche u. a. Meisterschaft. Zusätzlich setzte er sich zum Ausgleich und aus Freude an der Bewegung auf sein Rennrad und bestritt vereinzelt Radrennen.
Die Urnenbeisetzung fand im Familiengrab auf dem Alten Friedhof Mölln statt, in dem u. a. seine Eltern und sein Großonkel ruhen, der Maler Karl Gatermann d. Ä.

### Gehen
Als Geher wurde Uwe Gatermann mehrfach in die Nationalmannschaft der Bundesrepublik Deutschland berufen. So wurde er 1969 über 50 Kilometer in La Chaux-de-Fonds im Dreiländerkampf Schweiz – Frankreich – Deutschland eingesetzt. Über die gleiche Distanz erreichte er 1970 in Odense/Dänemark in 4:44:37,8 h den dritten Platz und verhalf der deutschen Nationalmannschaft zu einem Sieg gegen Schweden, Frankreich, Norwegen, Dänemark und Belgien. Das Finale des Lugano-Cups, eines Europacups der Gehernationalmannschaften, wurde durch diesen Sieg erreicht. Eine Teilnahme an den Leichtathletik-Europameisterschaften 1969 in Piräus bei Athen scheiterte an dem vom DLV verordneten Boykott seiner Athleten.

#### Bestzeiten
- 10 km: 48:34,4 min, Sieg beim Geher-Sportfest des S.C. Urania in Hamburg 1970
- 20 km: 1:38:44,1 h, 2. Platz beim IV. Nationalen Paderborner-Gehen 1969
- 30 km: 2:39:57,0 h, Sieg beim Internationalen Straßengehen in Sprötze bei Harburg 1969
- 50 km: 4:26:51,0 h, Sieg beim 13. Internationalen Holsteinmarsch in Norderstedt 1970, gleichzeitig Norddeutsche Meisterschaft

Seine beste Platzierung im Gehen bei Deutschen Leichtathletik-Meisterschaften erreichte er 1969 in Eschborn als Dritter über 50 Kilometer mit 4:33:16,2 h. In den Jahren zuvor und danach belegte er bei diesen Meisterschaften Plätze unter den Top Ten. Diese sportlichen Leistungen veranlassten die Stadt Norderstedt, seinen damaligen Wohnort, Uwe Gatermann mit mehreren Urkunden zu ehren.

### Laufen
Seine Karriere als Langstreckenläufer begann Ende der 1950er Jahre. Sein großes Vorbild war die tschechische Lokomotive Emil Zátopek, dessen quälerisch anmutenden Laufstil er übernahm. 1959 siegte er in Bad Oldesloe über 10.000 Meter in 33:57,4 min und 1960 über 5000 Meter in 15:43,6 min. Bei seinen ersten Deutschen Meisterschaften 1960 in Celle belegte er im Marathonlauf in 3:20:39 h den 73. Platz. Seine beste Platzierung auf dieser Strecke bei Deutschen Meisterschaften erreichte er 1966 in Krefeld mit dem 11. Platz in 2:40:45,0 h.

#### Bestzeiten
- 3000 m: 8:54,4 min, Bad Oldesloe 1962
- 5000 m: 15:29,0 min, Lübeck 1962
- 10.000 m: 32:18,0 min, Hamburg 1962
- 25.000 m: 1:26:21 h, Internationaler Paderborner Osterlauf 1968
- Marathon: 2:36:38 h, 4. Platz beim 4. Internationalen Donau-Marathon in Passau 1966

## Zollsport
Als Zollbeamter nahm Uwe Gatermann regelmäßig an den Zollsportwettkämpfen der bundesdeutschen Oberfinanzdirektionen teil. Im Laufe der Jahre gewann er zahlreiche Einzelwettkämpfe auf den Laufstrecken 1500 und 5000 Meter sowie in der 3-mal-1000-Meter-Staffel. 1975 gewann er als erfolgreichster Leichtathlet der OFD Hamburg mit drei Goldmedaillen den Ulrich von Wissel-Wanderpokal.